# Adam Wasiak
Adam Grzegorz Wasiak (ur. 1966) – polski leśnik, w latach 2012-2015 i od 2025 dyrektor generalny Lasów Państowych; w latach 2017-2024 zastępca dyrektora Biura Urządzania Lasu i Geodezji Leśnej, w latach 2024–2025 dyrektor Regionalnej Dyrekcji Lasów Państwowych w Radomiu.

## Życiorys
Pochodzi z województwa świętokrzyskiego. W 1991 r. ukończył studia na Wydziale Leśnym Szkoły Głównej Gospodarstwa Wiejskiego w Warszawie. Ukończył również studia podyplomowe na Uniwersytecie Warszawskim oraz kurs MBA w Akademii Leona Koźmińskiego w Warszawie. Pracę zawodową rozpoczął w 1994 jako podleśniczy w Nadleśnictwie Suchedniów. Później sprawował stanowisko inżyniera nadzoru w nadleśnictwach Starachowice i Łagów, a następnie dyrektora Zespołu Składnic Lasów Państwowych w Radomiu. Szefował także oddziałowi Biura Urządzania Lasu i Geodezji Leśnej w Radomiu. Był dyrektorem Regionalnej Dyrekcji Lasów Państwowych w Radomiu w latach 2001–2006 i 2008–2012. Przez trzy lata pracował także w Niemczech. 7 lutego 2012 został powołany na dyrektora generalnego Lasów Państwowych w miejsce Mariana Pigana. Funkcję tę pełnił do 17 listopada 2015. W latach 2017–2024 był zastępcą dyrektora Biura Urządzania Lasu i Geodezji Leśnej. 2 lutego 2024 został po raz trzeci powołany na dyrektora Regionalnej Dyrekcji Lasów Państwowych w Radomiu.
5 sierpnia 2025 minister klimatu i środowiska, Paulina Hennig-Kloska powołała go na stanowisko dyrektora generalnego Lasów Państowych.
Adam Wasiak jest członkiem Stowarzyszenia Inżynierów i Techników Leśnictwa i Drzewnictwa, Polskiego Towarzystwa Leśnego, Ligi Ochrony Przyrody i Polskiego Związku Łowieckiego.